# Hermann Schweppenhäuser
Hermann Schweppenhäuser (* 12. März 1928 in Frankfurt am Main; † 8. April 2015 in Veitshöchheim) war ein deutscher Philosoph und Publizist.

## Leben
Hermann Schweppenhäuser studierte an der Goethe-Universität in Frankfurt am Main Philosophie, zunächst bei Hans-Georg Gadamer, dann bei Max Horkheimer und Theodor W. Adorno. Er arbeitete in den 1950er-Jahren als Wissenschaftlicher Assistent am neu gegründeten Frankfurter Institut für Sozialforschung und als Assistent von Adorno am Philosophischen Seminar. Anfang der 1960er-Jahre wurde er auf den neu gegründeten Lehrstuhl für Philosophie an der Pädagogischen Hochschule Lüneburg berufen. Seit den späten 1960er-Jahren war Schweppenhäuser außerdem Honorarprofessor für Philosophie an der Universität Frankfurt, wo er unter anderem Vorlesungen über die Charakteristik des Adornoschen Denkens (WS 1983/84) hielt.
Auch in Lüneburg blieb Schweppenhäuser dem Frankfurter Institut unter Adornos Leitung eng verbunden. Anders als Jürgen Habermas vertrat Schweppenhäuser die Kritische Theorie im Sinne Adornos und Horkheimers. Seine Vorlesungen, beispielsweise zur Dialektik der Aufklärung (Sommersemester 1999), ermöglichten ein authentisches Studium der kritischen Theorie auch noch nach seiner Emeritierung bis über die Jahrtausendwende hinaus.
Die Universität Lüneburg veranstaltete im April 2008 eine Konferenz „Bild, Sprache, Kultur. Ästhetische Perspektiven kritischer Theorie. Kulturwissenschaftliche Tagung zu Hermann Schweppenhäusers 80. Geburtstag“. Im Juli 2008 erhielt Schweppenhäuser die Ehrendoktorwürde der Hochschule für Grafik und Buchkunst Leipzig.
Seine philosophischen Schriften behandeln insbesondere Fragen der Sprachphilosophie, der Selbstreflexion des dialektischen Denkens, der Ästhetik und der Kulturtheorie. Sein Buch Verbotene Frucht knüpft gedanklich und sprachlich an die philosophische Aphoristik Nietzsches und Adornos an und versammelt pointierte Überlegungen zur Kritik der Gesellschaft, Religion, Kunst, Literatur, Massenkultur und Philosophie. Von 1972 bis 1999 gab Schweppenhäuser gemeinsam mit Rolf Tiedemann die Gesammelten Schriften von Walter Benjamin heraus. In seinen letzten Jahren setzte er sich verstärkt mit Fragen der Bildtheorie auseinander.
Hermann Schweppenhäuser – er ist der Vater des Hochschulprofessors Gerhard Schweppenhäuser – lebte in Deutsch Evern bei Lüneburg. Nach dem Tod seiner Ehefrau zog er aus gesundheitlichen Gründen im Januar 2013 in ein Pflegeheim in Veitshöchheim bei Würzburg.
Sein Nachlass befindet sich in der Universitätsbibliothek Johann Christian Senckenberg in Frankfurt am Main.

## Schriften

### Als Autor
- Studien über die Heideggersche Sprachtheorie, Kohlhammer, Stuttgart 1958; Edition Text und Kritik, München 1988, ISBN 3-88377-303-4.
- Verbotene Frucht. Aphorismen und Fragmente, Suhrkamp, Frankfurt am Main 1967.
- Kierkegaards Angriff auf die Spekulation. Eine Verteidigung Suhrkamp, Frankfurt am Main 1967; Edition Text und Kritik, München 1993, ISBN 3-88377-452-9.
- Tractanda. Beiträge zur kritischen Theorie der Kultur und Gesellschaft, Suhrkamp, Frankfurt am Main 1972, ISBN 3-518-07347-8.
- Vergegenwärtigungen zur Unzeit? Gesammelte Aufsätze und Vorträge, zu Klampen, Lüneburg 1986, ISBN 3-924245-03-7.
- Ein Physiognom der Dinge. Aspekte des Benjaminschen Denkens. zu Klampen, Lüneburg 1992, ISBN 3-924245-24-X.
- Denkende Anschauung – anschauendes Denken. Kritisch-ästhetische Studien über die Komplementarität sensitiver und intellektiver Relationen. Münster; LIT, Berlin 2009, ISBN 978-3-8258-1565-3.
- Gesammelte Schriften (hrsg. v. Thomas Friedrich, Sven Kramer u. Gerhard Schweppenhäuser), Band 1: Sprache, Literatur und Kunst. B. Metzler; Berlin 2019, ISBN 978-3-476-04762-5.
- Gesammelte Schriften, Band 2: Kultur, Ausdruck und Bild, J.B. Metzler, Berlin 2020, ISBN 978-3-476-05718-1.
- Gesammelte Schriften, Band 3: Philosophie und Gesellschaft I; J.B. Metzler, Berlin 2022, ISBN  978-3-662-64961-9.

### Als Herausgeber
- Johann Gottfried Seume: Apokryphen. Mit einem Essay von Hermann Schweppenhäuser. Frankfurt am Main: Insel-Verl. 1966 (Sammlung Insel. 18)
- Friedrich Maximilian Klinger: Betrachtungen und Gedanken über verschiedene Gegenstände der Welt und der Litteratur. Auswahl. Mit einem Essay von Hermann Schweppenhäuser. Frankfurt am Main: Insel-Verl. 1967 (sammlung insel. 27)
- Theodor W. Adorno zum Gedächtnis, Suhrkamp, Frankfurt am Main 1971.
- Benjamin über Kafka, Suhrkamp, Frankfurt am Main 1992, ISBN 3-518-27941-6.